# طیف سیاسی چپ–راست
طیف سیاسی چپ–راست (به انگلیسی: Left–right political spectrum) شکلی از تعریف برای دسته‌بندی جبهه‌گیری‌ها، ایدئولوژی‌ها و احزاب سیاسی بر پایهٔ برابری اجتماعی و سلسله‌مراتب اجتماعی است. افزون بر جبههٔ چپ و راست، میانه‌گرایان یا اعتدال‌گرایانی نیز هستند که به‌شدت با هر دو سوی تندروی طیف اختلاف دارند.
در این نوع تعریف از طیف سیاسی، سیاست چپ و سیاست راست بیشتر در برابر یک‌دیگر قرار می‌گیرند؛ هرچند ممکن است فرد یا گروهی در یک موضوع، موضعی چپ‌گرایانه و در موضوعی دیگر، موضعی راست‌گرایانه اتخاذ کند. همچنین برخی از جبهه‌گیری‌ها ممکن است با یک‌دیگر هم‌پوشانی داشته باشند و بسته به ایدئولوژی، چپ یا راست تلقی شوند.
در فرانسه، که خاستگاه این طیف‌بندی سیاسی است، از چپ به عنوان «حزب جنبش» یا «لیبرال» و از راست به عنوان «حزب سامان» یا «محافظه‌کار» یاد می‌شود.

## تاریخچه

### ریشه در انقلاب فرانسه
اصطلاحات «چپ» و «راست» در جریان انقلاب فرانسه و زمانی که اعضای شورای ملی هوادار پادشاه در سویهٔ راست و رئیس‌جمهور و هواداران انقلاب در سویه چپ تقسیم شدند، پا گرفت. یک معاون، بارون دو گوویل، توضیح داد: ما شروع به شناختن یکدیگر کردیم؛ کسانی که به دین و پادشاه وفادار بودند سمت راست صندلی را به دست گرفتند تا از فریادها، سوگندها و بدحجابی‌های رایگان لذت ببرند مهار اردوگاه مخالف.
هنگامی که مجلس ملی در سال ۱۷۹۱ با یک مجلس قانونگذاری جایگزین شد که اعضای کاملاً جدیدی تشکیل می‌دادند، اختلافات ادامه یافت. «نوآوران» در سمت چپ نشسته بودند، «میانه‌روها» در مرکز جمع شدند، در حالی که «مدافعان وظیفه‌شناس قانون اساسی» خود را در سمت راست نشسته بودند، جایی که مدافعان رژیم آنجین قبلاً تجمع کرده بودند. هنگامی که کنوانسیون ملی موفق در سال ۱۷۹۲ تشکیل جلسه داد، ترتیب نشستن ادامه یافت، اما به دنبال کودتای ۲ ژوئن ۱۷۹۳ و دستگیری ژیروندین‌ها، سمت راست مجلس خالی از سکنه شد و اعضای باقی مانده که نشستند به مرکز منتقل شد. با این حال، به دنبال واکنش ترمیدوریان در سال ۱۷۹۴، اعضای چپ افراطی کنار گذاشته شدند و روش نشستن لغو شد. قانون اساسی جدید شامل قوانینی برای مجمع بود که باعث تجزیه گروه‌های حزب می‌شود. با این حال، پس از ترمیم مجدد در ۱۸۱۴–۱۸۱۵، بار دیگر باشگاه‌های سیاسی تشکیل شد. اکثر اولتررویالیست‌ها تصمیم گرفتند که در سمت راست بنشینند. مشروطه خواهان در مرکز نشسته بودند در حالی که استقلال‌طلبان در سمت چپ نشسته بودند. اصطلاحات راست افراطی و چپ افراطی و همچنین راست میانه و چپ میانه برای توصیف ظرایف ایدئولوژی بخشهای مختلف مجمع استفاده شد.
اصطلاحات "چپ" و "راست" برای اشاره به ایدئولوژی سیاسی فی‌نفسه به کار نرفته‌است، بلکه فقط برای صندلی‌های مجلس قانونگذاری است. پس از سال ۱۸۴۸، اردوگاه‌های اصلی مخالف " سوسیالیست‌های دموکرات " و " مرتجعین " بودند که از پرچم‌های قرمز و سفید برای شناسایی وابستگی حزب خود استفاده می‌کردند. با تأسیس جمهوری سوم در سال ۱۸۷۱، این اصطلاحات توسط احزاب سیاسی به تصویب رسید: چپ جمهوری‌خواه، راست میانه و چپ میانه (۱۸۷۱) و چپ افراطی (۱۸۷۶) و چپ رادیکال (۱۸۸۱). اعتقادات گروهی به نام چپ رادیکال در واقع نزدیکتر به چپ میانه بود نسبت به اعتقاداتی که چپ افراطی نامیده می‌شدند.
از اوایل قرن بیستم، اصطلاحات چپ و راست با ایدئولوژی‌های سیاسی خاصی همراه بودند و برای توصیف عقاید سیاسی شهروندان استفاده می‌شدند و به تدریج جایگزین واژه‌های قرمزها و ارتجاع‌گرایان شدند. چپ گرایان اغلب خود را جمهوری‌خواه می‌نامیدند، در حالی که راست‌گرایان اغلب خود را محافظه کار می‌نامیدند. کلمات چپ و راست در ابتدا توسط مخالفان خود به عنوان لعن استفاده می‌شد. تا سال ۱۹۱۴، نیمه چپ مجلس قانونگذاری در فرانسه متشکل از سوسیالیست‌های متحد، سوسیالیست‌های جمهوری‌خواه و رادیکال‌های سوسیالیست بود، در حالی که احزاب «چپ» خوانده می‌شدند اکنون در سمت راست نشسته بودند. استفاده از واژه‌های چپ و راست از فرانسه به سایر کشورها سرایت کرد و در مورد تعداد زیادی از احزاب سیاسی در سراسر جهان اعمال شد که غالباً در عقاید سیاسی آنها متفاوت بود. عدم استفاده از تقارن در استفاده از اصطلاحات چپ و راست توسط طرف‌های مقابل. راست‌ها بیشتر معنی دار بودن طیف چپ به راست را انکار می‌کردند زیرا آنها آن را تصنعی و مخرب برای وحدت می‌دانستند. با این حال، چپ‌ها، به دنبال تغییر جامعه، این تمایز را تبلیغ می‌کردند. همان‌طور که آلن در سال ۱۹۳۱ مشاهده کرد: وقتی مردم از من سؤال می‌کنند که آیا تقسیم بین احزاب راست و احزاب چپ، مردان راست و چپها هنوز منطقی است، اولین چیزی که به ذهن می‌رسد این است که فرد پرسیدن س certainlyال مطمئناً مرد چپ نیست.

### گروه‌بندی‌های ایدئولوژیک
عموماً، مشخصه جناح چپ با تأکید بر ایده‌هایی مانند آزادی، برابری، برادری، حقوق، پیشرفت، اصلاحات و انترناسیونالیسم در حالی که جناح راست با تأکید بر "مفاهیمی مانند اقتدار، سلسله مراتب، نظم، وظیفه، سنت، واکنش و ملی گرایی. دانشمندان و تحلیلگران سیاسی دیگری در نظر سمت چپ به عنوان جمله آنارشیست، کمونیست، سوسیالیست، سوسیالیست‌های دموکرات، سوسیال دموکرات‌ها چپ آزادی خواهان، ترقی خواهان و لیبرال اجتماعی جنبشهای برابری نژادی و اتحادیه صنفی نیز با چپ همراه بوده‌است.
دانشمندان علوم سیاسی و دیگر تحلیلگران جناح راست را شامل محافظه کاران، آزادیخواهان راست، نومحافظه کاران، امپریالیست‌ها، سلطنت طلبان، فاشیست‌ها، مرتجعین و سنت گرایان می‌دانند. تعدادی از جنبش‌های سیاسی مهم دقیقاً در طیف چپ-راست نمی‌گنجند، از جمله دموکراسی مسیحی، فمینیسم، و منطقه گرایی. گرچه ناسیونالیسم غالباً به عنوان یک دکترین جناح راست در نظر گرفته می‌شود، بسیاری از ملی گرایان از توزیع برابری طلبانه منابع طرفداری می‌کنند. همچنین ملی گرایان لیبرال نیز وجود دارند. پوپولیسم به ترتیب دارای مظاهر چپ و راست به ترتیب در قالب پوپولیسم چپ و پوپولیسم راست در نظر گرفته می‌شود سیاست سبز اغلب به عنوان جنبش چپ در نظر گرفته می‌شود، اما از برخی جهات طبقه‌بندی جنبش سبز به عنوان چپ یا راست دشوار است.

صندلی در پارلمان اروپا ۲۰۰۹ چپ متحد اروپا – چپ سبز شمال اروپا (۳۵) اتحاد پیشرو سوسیالیست‌ها و دموکرات‌ها (۱۸۴) سبزهای اروپا – اتحاد آزاد اروپا (۵۵) اتحاد لیبرال‌ها و دموکرات‌ها برای اروپا (۸۴) حزب مردم اروپا (۲۶۵) محافظه کاران و اصلاح طلبان اروپا (۵۴) اروپا از آزادی و دموکراسی (۳۲) اعضای مستقل (۲۷)

دانشمندان علوم سیاسی دریافتند که ایدئولوژی‌های احزاب سیاسی را می‌توان در یک محور چپ به راست نگاشت کرد. کلاوس وون بیمه احزاب اروپایی را در ۹ خانواده طبقه‌بندی کرد که آن‌ها را توصیف می‌کرد. بیمه توانست هفت تا از آنها را از چپ به راست ترتیب دهد: کمونیست، سوسیالیست، سبز، لیبرال، دموکرات مسیحی، محافظه کار و راست افراطی. موقعیت احزاب ارضی و منطقه‌ای_قومی متفاوت بود. تحقیقی که در اواخر دهه ۱۹۸۰ روی دو مبنا انجام شد، موضع‌گیری در مورد مالکیت ابزار تولید و موقعیت در موضوعات اجتماعی، این ترتیب را تأیید کرد.
گرایش به تداوم ایدئولوژی‌های حزب وجود داشته‌است و ارزش‌ها و دیدگاه‌هایی که در تأسیس یک حزب وجود داشته باقی مانده‌است. با این حال، آنها به دلایل عملی نیز سازگار شده‌اند و باعث می‌شوند شباهت بیشتری داشته باشند. سیمور مارتین لیپست و اشتین روکان مشاهده کردند که سیستم‌های حزبی مدرن محصول درگیری‌های اجتماعی است که در چند قرن اخیر انجام شده‌است. آنها گفتند که خطوط برش «یخ زده» شده‌اند.
احزاب سوسیالیست به منظور دستیابی به حقوق سیاسی کارگران تشکیل شده بودند و در اصل با لیبرال‌ها متحد بودند. با این حال، آنها هنگامی که به دنبال کنترل کارگران بر ابزار بودند، با لیبرالها رابطه خود را قطع کردند. احزاب دموکراتیک مسیحی توسط کاتولیک‌هایی سازمان یافته بودند که لیبرالیسم را تهدیدی برای ارزش‌های سنتی می‌دانستند. اگرچه در قرن نوزدهم تأسیس شدند، اما پس از جنگ جهانی دوم به یک نیروی اصلی سیاسی تبدیل شدند. احزاب کمونیست به دنبال شکافی در درون سوسیالیسم ابتدا در مورد حمایت از جنگ جهانی اول و سپس حمایت از انقلاب بلشویکی ظهور کردند. تعریف احزاب راست افراطی راستگرا سخت‌تر از احزاب دیگر نیست، اما شامل فاشیست‌ها و برخی از احزاب محافظه کار و ملی‌گرای افراطی است. احزاب سبز تازه‌ترین گروه‌های اصلی احزاب برای توسعه بودند. آنها اکثراً سوسیالیسم را رد کرده و در مسائل اجتماعی بسیار لیبرال هستند.

## اصطلاحات معاصر

### اروپای غربی
در کتاب ۲۰۰۱ دولت و سیاست فرانسه، اندرو کناپ و وینسنت رایت می‌گویند که عامل اصلی تقسیم بال چپ و راست در اروپای غربی طبقاتی است. چپ از طریق سیاست‌های اقتصادی و اجتماعی توزیع مجدد به دنبال عدالت اجتماعی است، در حالی که راست از مالکیت خصوصی و سرمایه‌داری دفاع می‌کند. ماهیت درگیری به شکافهای اجتماعی و سیاسی موجود و سطح توسعه اقتصادی بستگی دارد. ارزشهای چپ شامل اعتقاد به قدرت عقل بشری برای دستیابی به پیشرفت به نفع نژاد بشر، سکولاریسم، حاکمیت اعمال شده توسط قانونگذار، عدالت اجتماعی و بی‌اعتمادی به رهبری سیاسی قوی سیاسی است. در سمت راست، این به‌طور منظم به عنوان ضد روحانیت، اصلاح اجتماعی غیر واقعی، سوسیالیسم دکترینار و نفرت طبقاتی تلقی می‌شود. راست‌ها در مورد ظرفیت اصلاحات بنیادی برای دستیابی به رفاه بشری ضمن حفظ رقابت در محل کار تردید دارند. آنها هم به خودی خود و هم به عنوان ابزاری برای انسجام اجتماعی به کلیسای مستقر اعتقاد دارند و به نیاز به رهبری سیاسی قدرتمند برای به حداقل رساندن شکاف‌های اجتماعی و سیاسی اعتقاد دارند. از نظر چپ، این به عنوان مخالفت خودخواهانه و ارتجاعی با عدالت اجتماعی، آرزوی تحمیل دین آموزه ای بر مردم و گرایش به استبداد و سرکوب تلقی می‌شود.
اختلافات بین چپ و راست با گذشت زمان تغییر کرده‌است. شکاف اولیه در زمان انقلاب فرانسه بین طرفداران سلطنت مطلقه (راست) و کسانی بود که می‌خواستند اقتدار پادشاه (چپ) را محدود کنند. در طول قرن نوزدهم، شکاف بین سلطنت طلبان و جمهوری خواهان بود. پس از تأسیس جمهوری سوم در سال ۱۸۷۱، این اختلاف بین طرفداران یک مجریه قدرتمند در سمت راست و طرفداران اولویت قانونگذاری در جناح چپ بود.

### ایالات متحده
نظرسنجی هریس در سال ۲۰۰۵ از بزرگسالان آمریکایی نشان داد که اصطلاحات جناح چپ و راست از آمریکایی‌ها کمتر از اصطلاحات لیبرال یا محافظه کار آشناست. پیتر برکوویتز می‌نویسد که در ایالات متحده، اصطلاح لیبرال «معمولاً جناح چپ حزب دموکرات را نشان می‌دهد» و با کلمه مترقی مترادف شده است.
مایکل کازین می‌نویسد که چپ به‌طور سنتی به عنوان جنبش یا جنبش‌های اجتماعی «که به یک تحول بنیادین برابری جامعه اختصاص یافته‌اند» تعریف می‌شود و نشان می‌دهد بسیاری از چپ‌های ایالات متحده که این تعریف را داشتند، اصطلاحات مختلف دیگری را به خود می‌گفتند. کازین می‌نویسد که چپ گرایان آمریکایی "با آرمان برابری اجتماعی با اصل آزادی شخصی ازدواج کردند" و این به توسعه ویژگی‌های مهم جامعه مدرن آمریکا، از جمله "حمایت از فرصت برابر و برخورد برابر با زنان، اقلیت‌های قومی و نژادی کمک کرد"، و همجنس گرایان؛ لذت جنسی بدون ارتباط با تولید مثل؛ یک سیستم رسانه ای و آموزشی حساس به ظلم نژادی و جنسیتی و آنچه را که اکنون چند فرهنگ گرایی می‌نامیم جشن می‌گیرد؛ و محبوبیت رمان‌ها و فیلم‌ها با نقطه ای کاملاً نوع دوستانه و ضد استبدادی چشم‌انداز." انواع جنبشهای چپ در متمایز در تاریخ آمریکا، از جمله وجود جنبش کارگری، به کشاورز کارگر جنبش، مختلف سوسیالیستی دموکراتیک و جنبش‌های سوسیالیستی، جنبش‌های صلح طلب، و چپ جدید.

## بازخوردها
دیوید بوز، نویسنده آزادیخواه آمریکایی، استدلال کرد که از اصطلاحات سیاسی چپ و راست برای چرخش یک دیدگاه خاص به جای توصیف ساده استفاده می‌شود، در حالی که کسانی که در سمت چپ هستند به‌طور معمول بر حمایت خود از افراد شاغل تأکید می‌کنند و حق حمایت از منافع کشورها را متهم می‌کنند. طبقه بالا؛ و طرفداران راست معمولاً بر حمایت خود از فردگرایی تأکید می‌کنند و چپ را به حمایت از جمع گرایی متهم می‌کنند. بواز ادعا می‌کند که استدلال‌ها در مورد نحوه استفاده از این اصطلاحات، غالباً با ایجاد تعصب عاطفی در برابر تصور از پیش معنی معنای اصطلاحات، استدلال‌های مربوط به سیاست را جابجا می‌کند.
در سال ۲۰۰۶، نخست‌وزیر انگلیس، تونی بلر، شکاف اصلی در سیاست را چپ در برابر راست، بلکه باز در مقابل بسته توصیف کرد. به گفته بلر، نگرش نسبت به مسائل اجتماعی و جهانی سازی از مسائل متداول اقتصادی چپ و راست مهم‌تر است. در این مدل، رای‌دهندگان «باز» تمایل به لیبرال اجتماعی، چند فرهنگی و به نفع جهانی شدن در حالی که رای‌دهندگان «بسته» می فرهنگی محافظه کار، مخالف مهاجرت و در حمایت از حمایت از تولیدات. به دنبال ظهور احزاب پوپولیست و میانه‌رو در دهه ۲۰۱۰، طیف سیاسی باز و بسته افزایش حمایت یافته‌است.
نوربرتو بابیو قطب بندی اتاق نمایندگان ایتالیا را در دهه ۱۹۹۰ به عنوان شواهدی بر معتبر ماندن محور چپ و راست خطی دانست. بابیو فکر کرد که استدلال ناپدید شدن طیف زمانی رخ داد که چپ یا راست ضعیف بودند. طرف مسلط ادعا می‌کند که ایدئولوژی تنها ایده ممکن است، در حالی که طرف ضعیف اختلافات خود را به حداقل می‌رساند. او چپ و راست را نه به صورت مطلق، بلکه به عنوان مفاهیمی نسبی می‌دید که با گذشت زمان متفاوت خواهد بود. از نظر وی، محور چپ به راست می‌تواند برای هر دوره زمانی اعمال شود.
یک بررسی از مجامع تقنینی کانادا که بین سالهای ۱۹۸۳ و ۱۹۹۴ توسط باب آلتمایر انجام شد، نشان داد که ۸۲٪ همبستگی بین وابستگی به حزب و امتیاز در مقیاس اقتدارگرایی جناح راست هنگام مقایسه مجامع انتخابات جناح راست و سوسیال دموکرات وجود دارد. بین امتیازات دو گروه فاصله زیادی وجود داشت که توسط مجامع لیبرال پر شد. بررسی وی از مجامع تقنینی آمریکا نشان داد که امتیازات جمهوری خواهان و دموکرات‌های آمریکایی مشابه جناح راست کانادا و لیبرال‌ها بوده و ۴۴٪ همبستگی بین وابستگی و امتیاز حزب دارد.

## یادداشت
1. ↑  Milner, Helen (2004). "Partisanship, Trade Policy, and Globalization: Is There a Left–Right Divide on Trade Policy" (PDF). International Studies Quarterly. 48: 95–120. doi:10.1111/j.0020-8833.2004.00293.x.
2. ↑  Knapp & Wright, p. 10.
3. ↑  Adam Garfinkle, Telltale Hearts: The Origins and Impact of the Vietnam Antiwar Movement (1997). Palgrave Macmillan: p. 303.
4. ↑  "Left (adjective)" and "Left (noun)" (2011), Merriam-Webster Dictionary.
5. ↑  Roger Broad, Labour's European Dilemmas: From Bevin to Blair (2001). Palgrave Macmillan: p. xxvi.
6. ↑  Gauchet, pp. 245–47
7. ↑  Gauchet, pp. 247–49
8. ↑  Gauchet, p. 253.
9. ↑  Marc Crapez, "De quand date le clivage gauche/droite en France?", Revue française de science politique, 48 (1), février 1998, pp. 70–72.
10. ↑  Gauchet, pp. 255–259.
11. ↑  Gauchet, p. 266
12. ↑  Andrew Heywood, Key Concepts in Politics and International Relations (2d ed. : Palgrave Macmillan, 2015), p. 119.
13. ↑  Brooks, Frank H. (1994). The Individualist Anarchists: An Anthology of Liberty (1881–1908). Transaction Publishers. p. xi. "Usually considered to be an extreme left-wing ideology, anarchism has always included a significant strain of radical individualism ..."
14. 1 2 3 4 5 6 7  See
15. ↑  JoAnne C. Reuss, American Folk Music and Left-Wing Politics, The Scarecrow Press, 2000, شابک ‎۹۷۸−۰−۸۱۰۸−۳۶۸۴−۶
16. ↑  Van Gosse, The Movements of the New Left, 1950–1975: A Brief History with Documents, Palgrave Macmillan, 2005, شابک ‎۹۷۸−۱−۴۰۳۹−۶۸۰۴−۳
17. ↑  Michael J. Klarman, "From Jim Crow to Civil Rights: The Supreme Court and the Struggle for Racial Equality", "... many of the white Americans who were most sympathetic to racial equality belonged to left-wing organizations...", p. 375, Oxford University Press, 2006, شابک ‎۹۷۸−۰۱۹۵۳۱۰۱۸۴
18. ↑  Feser, Edward C. (2008).  Hamowy, Ronald (ed.). The Encyclopedia of Libertarianism. Thousand Oaks, CA: SAGE; Cato Institute. pp. 95–97. doi:10.4135/9781412965811.n62. ISBN 978-1-4129-6580-4. LCCN 2008009151. OCLC 750831024 https://books.google.com/books?id=yxNgXs3TkJYC. Libertarianism and conservatism are frequently classified together as right-wing political philosophies, which is understandable given the content and history of these views. {{cite encyclopedia}}: Missing or empty |title= (help)
19. ↑  André Munro, Christian democracy, Encyclopædia Britannica (2013), "Christian democracy does not fit squarely in the ideological categories of left and right. It rejects the individualist worldview that underlies both political liberalism and laissez-faire economics, and it recognizes the need for the state to intervene in the economy to support communities and defend human dignity. Yet Christian democracy, in opposition to socialism, defends private property and resists excessive intervention of the state in social life and education."
20. ↑  Siep Stuurman, "Citizenship and Cultural Difference in France and the Netherlands" in Lineages of European Citizenship: Rights, Belonging and Participation in Eleven Nation-States (eds. Richard Bellamy, Dario Castiglione & Emilio Santoro: Palgrave Macmillan, 2004), p. 178: "Regionalism and feminism, to take two major examples, were significantly different, but both cut across the old left-right cleavages, presenting a challenge to the traditional political cultures."
21. ↑  Jack Hayward, "Governing the New Europe" in Governing the New Europe (eds. Jack Ernest, Shalom Hayward & Edward Page: Duke University Press, 1995): "...the rebirth of a repressed civil society has led to a proliferation of social movements which cannot be subsumed under a left-right dichotomy. … The emergency of a variety of new social movements, particularly green and feminist movements, as well as revived regionalist movements, has prompted the major parties to compete with one another in seeking to incorporate their demand."
22. ↑  Andrew C. Gould, "Conclusions: Regional, National, and Religious Challenges to European Identity" in Europe's Contending Identities: Supranationalism, Ethnoregionalism, Religion, and New Nationalism (eds. Andrew C. Gould & Anthony M. Messina: Cambridge University Press, 2014): "Regionalist parties in the center of the left-right spectrum generally favored integration. Regionalist parties on the extremes of left and right generally opposed integration, albeit for different reasons..."
23. ↑  Ware, pp. 18–20
24. ↑  Ware, p. 22
25. ↑  Ware, pp. 27–29
26. ↑  Ware, p. 47
27. ↑  Ware, p. 186
28. ↑  Ware, p. 202
29. ↑  Ware, pp. 33–35
30. ↑  Ware, pp. 36–37
31. ↑  Ware, p. 34
32. ↑  Ware, pp. 41–42
33. ↑  Ware, p. 43
34. ↑  Knapp & Wright, p. 7
35. ↑  Knapp & Wright, p. 9
36. ↑  Anthony Giddens, Beyond Left and Right, the Future of Radical Politics, "In many continental European countries, for example, 'conservatism' suggests the political influence of Catholicism." p. 22. "American conservatism, in some of its major forms at least, has almost from its beginnings been aggressively pro-capitalist in ways that its European counterparts have not." p. 23. "(However) the basic dilemmas now faced by conservative and socialist thought are everywhere similar." p. 23. "Conservatism, it is often said, opposes rationalism." p. 24. , Stanford University Press, 1994, شابک ‎۹۷۸−۰−۸۰۴۷−۲۴۵۱−۷.
37. ↑  Knapp & Wright, pp. 2–5
38. ↑  Political Labels: Majorities of U.S. Adults Have a Sense of What Conservative, Liberal, Right Wing or Left Wing Means, But Many Do Not, The Harris Poll #12 (February 9, 2005).
39. ↑  Peter Berkowitz, "The Liberal Spirit in America and Its Paradoxes" in Liberalism for a New Century (eds. Neil Jumonville & Kevin Mattson: University of California Press, 2007), p. 14.
40. ↑  Michael Kazin, American Dreamers: How the Left Changed a Nation (2011: First Vintage Books ed. , 2012), p. xiv.
41. ↑  Michael Kazin, American Dreamers: How the Left Changed a Nation (2011: First Vintage Books ed. , 2012), p. xiii-xiv.
42. ↑  Michael Kazin, American Dreamers: How the Left Changed a Nation (2011: First Vintage Books ed. , 2012), p. xix.
43. ↑  David Boaz, The Politics of Freedom: Taking on the Left, the Right, and Threats to Our Liberties, Cato Institute, 2008, شابک ‎۹۷۸−۱−۹۳۳۹۹۵−۱۴−۴
44. ↑  Cowley, Jason (24 November 2016). "Tony Blair's unfinished business". New Statesman. Retrieved 8 May 2017.
45. ↑  "Drawbridges up". The Economist. 30 July 2016. Retrieved 8 May 2017.
46. ↑  "The Dutch election suggests a new kind of identity politics". The Economist. 18 March 2017. Retrieved 8 May 2017.
47. ↑  Left and right: the significance of a political distinction (1996) Norberto Bobbio, Allan Cameron, pp. vi–xiv
48. ↑  The authoritarian specter, Bob Altemeyer (1996), pp. 258–98